# Кренкур
Кренку́р (фр. Craincourt) — коммуна во французском департаменте Мозель региона Лотарингия. Относится к  кантону Дельм.	

## География
Кренкур расположен в  км к юго-востоку от Меца. Соседние коммуны: Аленкур-ла-Кот, Льокур и Пюзьё на северо-востоке, Дельм на востоке, Ольнуа-сюр-Сей и Фосьё на юго-западе, Шеникур на юго-западе, Летрикур на западе, Тезе-Сен-Мартен на северо-западе.

## История
- Деревня относилась к бану Дельма, позже — к сеньорату Номени.
- Замок Кренкур был разрушен во время Тридцатилетней войны.
- Коммуна подверглась сильным разрушениям во время Первой мировой войны 1914—1918 годов.

## Демография
По переписи 2008 года в коммуне проживало 267 человек.	

## Достопримечательности
- Замок Кренкур, сооружён в XVI веке, переделан в XVIII веке, памятник истории.
- Бывшая мельница в месте, называемом Анви.
- Церковь в готическом стиле, XV век, восстановлена после 1920 года.